# Nekrolog 4. Quartal 1985
Nekrolog
◄◄
| ◄
| 1981
| 1982
| 1983
| 1984
| 1985 | 1986 | 1987 | 1988 | 1989 | ► | ►►
1. Quartal |
2. Quartal |
3. Quartal |
4. Quartal 1985
Weitere Ereignisse | Allgemeiner Nekrolog 1985
Die Beschreibung der verstorbenen Person sollte so kurz wie möglich gehalten sein und nur deren signifikante Tätigkeit(en) enthalten.
Neue Namen ggf. auch unter dem Geburts- und Sterbedatum, also etwa unter 1. Januar und im Geburts- und Sterbejahr (2024) eintragen (nur bei entsprechender großer Wichtigkeit). Für Beispiele siehe die schon vorhandenen Artikel.
Außerdem über die fünf zuletzt Verstorbenen, zu denen es einen ausreichend guten Artikel für eine Präsentation auf der Hauptseite gibt, nach der todesbedingten Überarbeitung der Artikel ggf. auch unter Wikipedia Diskussion:Hauptseite informieren und sie am besten auch in den anderen Wikipedia-Sprachversionen eintragen. Tipp: Regelmäßig bei news.google.de nach „ist tot“, „gestorben“ oder „verstorben“ suchen.
Wenn eine Person gestorben ist, gibt es viele Seiten zu dieser Person in der Wikipedia, die davon auch betroffen sind und entsprechend aktualisiert werden müssen. Beispiele: Namenübersichtsseite, Geburtsjahr, Geburtsort-Seiten und viele mehr.
Wie finde ich die betroffenen Seiten?
Im Suchfeld auf der linken Seite gibt man den Suchbegriff so ein: „Vorname Nachname“. Dann klickt man auf Volltext und alle Seiten mit entsprechendem Suchtext werden aufgerufen. Hier sieht man dann schnell, wo auch das Todesjahr Sinn macht oder sogar ein Teil des Artikels angepasst werden muss. Auch hilft das „Werkzeug“ auf der linken Seite sehr gut, um solche Seiten aufzufinden: „Links auf diese Seite“. Somit ist die Wikipedia wieder aktuell in allen Bereichen! Hinweis: bei Eintragung der Kategorie „Gestorben JAHR“ wird der Missbrauchsfilter 49 ausgelöst, was jedoch nicht schlimm ist. Siehe: Spezial:Missbrauchsfilter/49
Dies ist eine Liste von im vierten Quartal 1985 verstorbenen bekannten Persönlichkeiten. Die Einträge erfolgen innerhalb der einzelnen Daten alphabetisch sortiert. Tiere sind im Nekrolog für Tiere zu finden.

## Oktober
| Tag         | Name                                          | Beruf, bekannt als                                                                                  | Alter | Beleg |
| ----------- | --------------------------------------------- | --------------------------------------------------------------------------------------------------- | ----- | ----- |
| 1. Oktober  | Wladimir Akimowitsch Bron                     | russischer Schachkomponist                                                                          | 76    |       |
| 1. Oktober  | Robert Gaden                                  | deutscher Geiger                                                                                    | 92    |       |
| 1. Oktober  | Ninian Sanderson                              | britischer Automobilrennfahrer                                                                      | 60    |       |
| 1. Oktober  | Bill Springsteen                              | US-amerikanischer American-Football-Spieler                                                         | 85    |       |
| 1. Oktober  | Emil Vogel                                    | deutscher Offizier, zuletzt General der Gebirgstruppe im Zweiten Weltkrieg                          | 91    |       |
| 1. Oktober  | Patrick Waldberg                              | US-amerikanischer Kunsthistoriker und Schriftsteller                                                | 72    |       |
| 1. Oktober  | Elwyn Brooks White                            | US-amerikanischer Autor                                                                             | 86    |       |
| 2. Oktober  | Harry Bohrer                                  | tschechisch-britischer Journalist                                                                   |       |       |
| 2. Oktober  | Sidney Clute                                  | US-amerikanischer Schauspieler                                                                      | 69    |       |
| 2. Oktober  | Hugo Decker                                   | deutscher Ingenieur und Politiker (Bayernpartei, CSU), MdB                                          | 86    |       |
| 2. Oktober  | Ljubomyr Dmyterko                             | ukrainischer Schriftsteller, Dichter, Drehbuchautor und Übersetzer                                  | 74    |       |
| 2. Oktober  | Rock Hudson                                   | US-amerikanischer Filmschauspieler                                                                  | 59    |       |
| 2. Oktober  | Hilde Kneip                                   | deutsche Schauspielerin                                                                             | 73    |       |
| 2. Oktober  | Harry Krüger-York                             | deutscher Schriftsteller und Dramatiker                                                             | 83    |       |
| 2. Oktober  | Margaret Mahler                               | US-amerikanische Psychoanalytikerin ungarischer Herkunft                                            | 88    |       |
| 2. Oktober  | Alex Möller                                   | deutscher Politiker (SPD), MdL, MdB                                                                 | 82    |       |
| 2. Oktober  | George Savalas                                | US-amerikanischer Schauspieler                                                                      | 60    |       |
| 2. Oktober  | Karl Wimmer                                   | österreichischer Politiker (ÖVP), Zweiter Landtagspräsident-Stellvertreter des Salzburger Landtages | 77    |       |
| 3. Oktober  | Harduin Bießle                                | deutscher Ordensgeistlicher, erster Abt der Benediktinerabtei Königsmünster                         | 82    |       |
| 3. Oktober  | Carola Dauber                                 | deutsche Politikerin (SPD), MdL                                                                     | 86    |       |
| 3. Oktober  | Heinz Kindermann                              | österreichischer Theaterforscher, Literaturwissenschaftler und Kulturhistoriker                     | 90    |       |
| 3. Oktober  | Hans Klaus                                    | deutschsprachiger tschechischer Autor                                                               | 84    |       |
| 3. Oktober  | Charlotte Posenenske                          | deutsche Malerin, Bildhauerin und Sozialwissenschaftlerin                                           | 54    |       |
| 4. Oktober  | Josef Herda                                   | tschechischer Ringer                                                                                | 75    |       |
| 4. Oktober  | Werner Stark                                  | tschechischer Soziologe                                                                             | 75    |       |
| 5. Oktober  | Therese Angeloff                              | deutsche Kabarettistin und Schauspielerin                                                           | 74    |       |
| 5. Oktober  | Harald Cramér                                 | schwedischer Mathematiker und Statistiker                                                           | 92    |       |
| 5. Oktober  | Haimo George                                  | deutscher Jurist und Politiker (CDU), MdB                                                           | 52    |       |
| 5. Oktober  | Joachim Helbig                                | deutscher Oberst und Kampfflieger im Zweiten Weltkrieg                                              | 70    |       |
| 5. Oktober  | Glynn Isaac                                   | südafrikanischer Paläoanthropologe                                                                  | 47    |       |
| 5. Oktober  | Serge Jaroff                                  | US-amerikanischer Chorleiter russischer Herkunft                                                    | 89    |       |
| 5. Oktober  | Karl Menger                                   | österreichischer Mathematiker                                                                       | 83    |       |
| 5. Oktober  | Lothar Nordheim                               | US-amerikanischer Physiker                                                                          | 85    |       |
| 5. Oktober  | Peter Paul                                    | deutscher Schauspieler                                                                              | 74    |       |
| 5. Oktober  | Abdus Sattar                                  | bangladeschischer Politiker, Präsident von Bangladesch                                              |       |       |
| 5. Oktober  | Emil Spiess                                   | Schweizer römisch-katholischer Geistlicher und Pädagoge                                             | 90    |       |
| 6. Oktober  | Enrique Fernández                             | uruguayischer Fußballspieler und -trainer                                                           | 73    |       |
| 6. Oktober  | Josef Hug                                     | Schweizer Korbflechter, Hausierer und Schriftsteller                                                | 81    |       |
| 6. Oktober  | Konrad Lang                                   | deutscher Biochemiker und Mediziner                                                                 | 87    |       |
| 6. Oktober  | Nelson Riddle                                 | US-amerikanischer Komponist und Bigband-Leader                                                      | 64    |       |
| 6. Oktober  | Karl Zischek                                  | österreichischer Fußballspieler                                                                     | 75    |       |
| 7. Oktober  | Juan Aebi                                     | Schweizer Maler, Zeichner und Siebdrucker                                                           | 62    |       |
| 7. Oktober  | Antenor Amable                                | chilenischer Fußballspieler                                                                         | 85    |       |
| 7. Oktober  | Martin Gassner                                | österreichischer Landwirt und Politiker (ÖVP), Nationalratsabgeordneter                             | 72    |       |
| 7. Oktober  | Heinrich Gley                                 | deutscher SS-Oberscharführer – beteiligt an der „Aktion T4“ und der „Aktion Reinhardt“              | 84    |       |
| 7. Oktober  | Wolfgang Kieling                              | deutscher Synchronsprecher und Schauspieler                                                         | 61    |       |
| 7. Oktober  | Cemal Reşit Rey                               | türkischer Komponist                                                                                | 80    |       |
| 8. Oktober  | Riccardo Bacchelli                            | italienischer Journalist und Schriftsteller                                                         | 94    |       |
| 8. Oktober  | Peter Binz                                    | deutscher Politiker (NSDAP), Kreisleiter von Düren                                                  | 84    |       |
| 8. Oktober  | Theresa Harris                                | US-amerikanische Schauspielerin                                                                     |       |       |
| 8. Oktober  | Leon Klinghoffer                              | US-amerikanisches Terroropfer                                                                       | 69    |       |
| 8. Oktober  | Johannes Lebek                                | deutscher Holzschneider und Buchillustrator                                                         | 84    |       |
| 8. Oktober  | Marta Lynch                                   | argentinische Schriftstellerin                                                                      | 60    |       |
| 8. Oktober  | Pedro Mathey                                  | peruanischer Radrennfahrer                                                                          | 57    |       |
| 8. Oktober  | August Mortelmans                             | belgischer Radrennfahrer                                                                            | 81    |       |
| 8. Oktober  | Giorgio Santelli                              | italienischer Säbelfechter und -trainer                                                             | 87    |       |
| 8. Oktober  | John W. Snyder                                | US-amerikanischer Politiker und Finanzminister                                                      | 90    |       |
| 8. Oktober  | Gordon Welchman                               | britischer Mathematiker und Kryptoanalytiker                                                        | 79    |       |
| 9. Oktober  | Ludo Coeck                                    | belgischer Fußballspieler                                                                           | 30    |       |
| 9. Oktober  | Karel De Baere                                | belgischer Radrennfahrer                                                                            | 60    |       |
| 9. Oktober  | Manuel Flores Leon Guerrero                   | US-amerikanischer Politiker                                                                         | 70    |       |
| 9. Oktober  | Andreas Lindt                                 | Schweizer evangelischer Geistlicher und Hochschullehrer                                             | 65    |       |
| 9. Oktober  | Emílio Garrastazu Médici                      | brasilianischer Politiker, Präsident Brasiliens (1969–1974)                                         | 79    |       |
| 9. Oktober  | Gustav Preßler                                | deutscher Pilot und Ritterkreuzträger im Zweiten Weltkrieg                                          | 72    |       |
| 9. Oktober  | Josef Remold                                  | deutscher Polizist                                                                                  | 83    |       |
| 9. Oktober  | Alfred Schmidt                                | deutscher Kommunist und Gewerkschafter                                                              | 93    |       |
| 9. Oktober  | Hans Wulz                                     | österreichischer Maler                                                                              | 76    |       |
| 10. Oktober | Bettina Bauer-Ehrlich                         | österreichische Malerin, Graphikerin und Schriftstellerin                                           | 82    |       |
| 10. Oktober | Yul Brynner                                   | russisch-mongolisch-schweizerisch-US-amerikanischer Schauspieler                                    | 65    |       |
| 10. Oktober | Rudolf Gäth                                   | deutscher Chemiker                                                                                  | 73    |       |
| 10. Oktober | Hans Joachim Kißling                          | deutscher Orientalist und Turkologe                                                                 | 73    |       |
| 10. Oktober | Charles Southward Singleton                   | US-amerikanischer Romanist, Italianist und Mediävist                                                | 76    |       |
| 10. Oktober | Orson Welles                                  | US-amerikanischer Regisseur, Schauspieler und Autor                                                 | 70    |       |
| 10. Oktober | Karl-Heinz Wocker                             | deutscher Rundfunkkorrespondent, Schriftsteller und Fernsehmoderator                                | 57    |       |
| 11. Oktober | Herbert Conrad                                | deutscher Unternehmer in Bremen                                                                     | 62    |       |
| 11. Oktober | Metin Eloğlu                                  | türkischer Schriftsteller und Maler                                                                 | 58    |       |
| 11. Oktober | Jussi Jalas                                   | finnischer Dirigent                                                                                 | 77    |       |
| 11. Oktober | Alex La Guma                                  | südafrikanischer Schriftsteller                                                                     | 60    |       |
| 11. Oktober | Edward Lowinsky                               | US-amerikanischer Musikwissenschaftler                                                              | 77    |       |
| 11. Oktober | Rudolf Steinbüchler                           | österreichischer Maler                                                                              | 84    |       |
| 11. Oktober | Elwood Ullman                                 | US-amerikanischer Drehbuchautor und Schriftsteller                                                  | 82    |       |
| 11. Oktober | Tex Williams                                  | US-amerikanischer Country-Sänger und Band-Leader                                                    | 68    |       |
| 12. Oktober | John Davis                                    | US-amerikanischer Bluesmusiker                                                                      | 71    |       |
| 12. Oktober | Duke Dinsmore                                 | US-amerikanischer Rennfahrer                                                                        | 72    |       |
| 12. Oktober | Lydia Keil                                    | deutsche Politikerin (SPD)                                                                          | 77    |       |
| 12. Oktober | Numa F. Montet                                | US-amerikanischer Politiker                                                                         | 93    |       |
| 12. Oktober | Gottlieb Reinbold                             | deutscher Landwirt und Politiker (BCSV, CDU)                                                        | 92    |       |
| 13. Oktober | Francesca Bertini                             | italienische Filmschauspielerin                                                                     |       |       |
| 13. Oktober | Tage Danielsson                               | schwedischer Regisseur und Filmproduzent                                                            | 57    |       |
| 13. Oktober | Werner E. Hintz                               | deutscher Schriftsteller, Hörspiel- und Drehbuchautor                                               | 78    |       |
| 13. Oktober | Calvin D. Johnson                             | US-amerikanischer Politiker                                                                         | 86    |       |
| 13. Oktober | Florence Hope Luscomb                         | US-amerikanische Sufragette und Architektin                                                         | 98    |       |
| 13. Oktober | Herbert Nebe                                  | deutscher Radrennfahrer                                                                             | 86    |       |
| 14. Oktober | Kenneth Diplock, Baron Diplock                | britischer Jurist                                                                                   | 77    |       |
| 14. Oktober | Harry Friedauer                               | deutscher Schauspieler und Operettensänger in der Stimmlage Tenor und Tenorbuffo                    | 58    |       |
| 14. Oktober | Emil Gilels                                   | russischer Pianist                                                                                  | 68    |       |
| 14. Oktober | Paul B. Johnson junior                        | US-amerikanischer Politiker                                                                         | 69    |       |
| 14. Oktober | Margarethe Lachmund                           | deutsche Widerstandskämpferin und Friedensaktivistin                                                | 89    |       |
| 14. Oktober | Ludwig Landen                                 | deutscher Kanute                                                                                    | 76    |       |
| 14. Oktober | Anton Walder                                  | österreichischer Widerstandskämpfer                                                                 | 72    |       |
| 15. Oktober | Sandro Angiolini                              | italienischer Comiczeichner und Cartoonist                                                          | 65    |       |
| 15. Oktober | Bruno Fattori                                 | italienischer Schriftsteller                                                                        | 94    |       |
| 15. Oktober | Heinrich G. Merkel                            | deutscher Zeitungs- und Buchverleger                                                                | 85    |       |
| 15. Oktober | Jacques Oudin                                 | französischer Immunologe                                                                            | 77    |       |
| 15. Oktober | Max Zaslofsky                                 | US-amerikanischer Basketballspieler                                                                 | 59    |       |
| 16. Oktober | Jean-Bertrand Barrère                         | französischer Romanist und Literaturwissenschaftler                                                 | 70    |       |
| 16. Oktober | Robert Marignan                               | französischer Politiker                                                                             | 74    |       |
| 16. Oktober | Franklin Milton                               | US-amerikanischer Toningenieur                                                                      | 78    |       |
| 17. Oktober | Omero Bonoli                                  | italienischer Turner                                                                                | 76    |       |
| 17. Oktober | Josef Garovi                                  | Schweizer Komponist                                                                                 | 77    |       |
| 17. Oktober | Wiktor Kemula                                 | polnischer Chemiker und Begründer der polnischen Schule der Polarographie                           | 82    |       |
| 17. Oktober | Abd al-Munʿim ar-Rifaʿi                       | jordanisch-libanesischer Politiker und Dichter, Premierminister von Jordanien                       | 68    |       |
| 17. Oktober | Joseph Rosenstock                             | polnischer Dirigent und Komponist                                                                   | 90    |       |
| 17. Oktober | Christian Rubi                                | Schweizer Bergführer, Skirennfahrer, Skilehrer und Politiker                                        | 88    |       |
| 18. Oktober | Stefan Askenase                               | belgisch-polnischer Pianist                                                                         | 89    |       |
| 18. Oktober | George Darling, Baron Darling of Hillsborough | britischer Politiker, Mitglied des House of Commons                                                 | 80    |       |
| 18. Oktober | Hans Eckstein                                 | deutscher Publizist und Designtheoretiker                                                           | 87    |       |
| 18. Oktober | Medardo Galli                                 | italienischer Ruderer                                                                               | 78    |       |
| 18. Oktober | Herbert Herxheimer                            | deutscher Mediziner                                                                                 | 90    |       |
| 18. Oktober | Friedrich Kempfler                            | deutscher Politiker (NSDAP, CSU), MdB                                                               | 80    |       |
| 18. Oktober | Benjamin Moloise                              | südafrikanischer Dichter und politischer Aktivist                                                   |       |       |
| 18. Oktober | Tazaki Jun                                    | japanischer Schauspieler                                                                            | 72    |       |
| 18. Oktober | Alexander Semenowitsch Sjusin                 | ukrainisch-sowjetischer Geodät, Hochschullehrer, Autor und Bergsteiger                              | 82    |       |
| 18. Oktober | Georg Tessin                                  | deutscher Historiker und Archivar                                                                   | 86    |       |
| 19. Oktober | Jean Mineur                                   | französischer Filmregisseur und -produzent                                                          | 83    |       |
| 20. Oktober | Hans Feldbausch                               | deutscher Marineoffizier, zuletzt Konteradmiral im Zweiten Weltkrieg                                | 94    |       |
| 20. Oktober | Herbert Guhr                                  | deutscher Politiker (FDP), MdL Bayern                                                               | 68    |       |
| 20. Oktober | Nils Svenningsen                              | dänischer Jurist und Diplomat                                                                       | 91    |       |
| 20. Oktober | Kirio Urayama                                 | japanischer Filmregisseur und Drehbuchautor                                                         | 54    |       |
| 21. Oktober | Jens Lambæk                                   | dänischer Turner                                                                                    | 86    |       |
| 22. Oktober | Thomas Townsend Brown                         | US-amerikanischer Physiker und Ufologe                                                              | 80    |       |
| 22. Oktober | Karl Deusch                                   | deutscher Politiker                                                                                 | 88    |       |
| 22. Oktober | Romain Fandel                                 | luxemburgischer Politiker (LSAP), Mitglied der Chambre                                              | 63    |       |
| 22. Oktober | Peter Klaudy                                  | österreichischer Elektrotechniker, Pionier in der Supraleitung                                      | 82    |       |
| 22. Oktober | Franz Mayr                                    | österreichischer Politiker (ÖVP), Abgeordneter zum Nationalrat                                      | 70    |       |
| 22. Oktober | Norbert Poehlke                               | deutscher Mörder und Polizist                                                                       | 34    |       |
| 22. Oktober | Viorica Ursuleac                              | österreichische Kammersängerin im Fach dramatischer Sopran                                          | 91    |       |
| 22. Oktober | Heinrich Weeke                                | deutscher Politiker (FSU), MdL                                                                      | 80    |       |
| 22. Oktober | Ellen Widmann                                 | Schweizer Schauspielerin                                                                            | 90    |       |
| 23. Oktober | Bernhard Bauknecht                            | deutscher Politiker (CDU) und Bauernfunktionär, MdL, MdB                                            | 85    |       |
| 23. Oktober | Godfried De Vocht                             | belgischer Radrennfahrer                                                                            | 77    |       |
| 23. Oktober | Tadeusz Hołuj                                 | polnischer Schriftsteller und Auschwitz-Überlebender                                                | 68    |       |
| 23. Oktober | Mario Prassinos                               | französischer Maler italienisch-griechischer Abstammung                                             | 69    |       |
| 23. Oktober | Georges Robert                                | französischer Eishockeyspieler                                                                      | 92    |       |
| 23. Oktober | John Greenlees Semple                         | britischer Mathematiker                                                                             | 81    |       |
| 23. Oktober | Hermann Westermann                            | römisch-katholischer Bischof                                                                        | 80    |       |
| 23. Oktober | Martin Wierstra                               | niederländischer Bahnradsportler                                                                    | 57    |       |
| 24. Oktober | Andreas Bauch                                 | deutscher römisch-katholischer Priester und Theologe                                                | 77    |       |
| 24. Oktober | László József Bíró                            | ungarischer Erfinder (Kugelschreiber)                                                               | 86    |       |
| 24. Oktober | Gábor Bódy                                    | ungarischer Regisseur, Drehbuchautor und Schauspieler                                               | 39    |       |
| 24. Oktober | Wilhelm Klemm                                 | deutscher Chemiker und Wissenschaftsmanager                                                         | 89    |       |
| 24. Oktober | Hermann Mäckler                               | deutscher Architekt                                                                                 | 75    |       |
| 24. Oktober | Willy Manchot                                 | deutscher Chemiker und Industrieller                                                                | 78    |       |
| 24. Oktober | Manuel Pérez-Guerrero                         | venezolanischer Diplomat und Politiker                                                              | 74    |       |
| 24. Oktober | Maurice Roy                                   | kanadischer Priester, Erzbischof von Québec und Kardinal der römisch-katholischen Kirche            | 80    |       |
| 24. Oktober | Jakob Stebler                                 | Schweizer Theaterautor                                                                              | 86    |       |
| 24. Oktober | Hermann Teuber                                | deutscher Maler und Graphiker                                                                       | 91    |       |
| 25. Oktober | Blair Lee III.                                | US-amerikanischer Politiker                                                                         | 69    |       |
| 25. Oktober | Wiktor Petrowitsch Makejew                    | sowjetischer Raketenkonstrukteur                                                                    | 61    |       |
| 25. Oktober | Olier Mordrel                                 | französischer Architekt, Schriftsteller und militanter bretonischer Nationalist                     | 84    |       |
| 25. Oktober | Fritz Zumpt                                   | deutscher Entomologe                                                                                | 77    |       |
| 26. Oktober | Wilhelm Hofmann                               | deutscher Lehrer und Sonderpädagoge                                                                 | 84    |       |
| 26. Oktober | Kawakami Kikuko                               | japanische Schriftstellerin                                                                         | 81    |       |
| 27. Oktober | Andreas Roland Grüntzig                       | deutscher Radiologe und Kardiologe                                                                  | 46    |       |
| 27. Oktober | Tola Mankiewiczówna                           | polnische Sängerin und Schauspielerin                                                               | 85    |       |
| 27. Oktober | Robert Pessenlehner                           | österreichisch-deutscher Dirigent und Musikhistoriker                                               | 86    |       |
| 27. Oktober | Paul Edwin Roth                               | deutscher Schauspieler und Synchronsprecher                                                         | 67    |       |
| 27. Oktober | Werner Scherer                                | deutscher Journalist und Politiker (CVP, CDU), MdL                                                  | 57    |       |
| 27. Oktober | Walter Segal                                  | britischer Architekt                                                                                | 78    |       |
| 27. Oktober | Branko Špoljar                                | jugoslawischer Schauspieler                                                                         | 71    |       |
| 27. Oktober | Kurt Vogel                                    | deutscher Mathematikhistoriker und Hochschullehrer                                                  | 97    |       |
| 27. Oktober | Bernard Wolfe                                 | US-amerikanischer Schriftsteller                                                                    | 70    |       |
| 28. Oktober | Elga Brink                                    | deutsche Schauspielerin                                                                             | 80    |       |
| 28. Oktober | Eric Coy                                      | kanadischer Diskuswerfer und Kugelstoßer                                                            | 71    |       |
| 28. Oktober | Harold Davies, Baron Davies of Leek           | britischer Politiker, Mitglied des House of Commons                                                 | 81    |       |
| 28. Oktober | Harald Fuchs                                  | deutscher Klassischer Philologe                                                                     | 85    |       |
| 28. Oktober | Carry Hauser                                  | österreichischer Maler und Dichter                                                                  | 90    |       |
| 28. Oktober | Harald Ingholt                                | dänischer Vorderasiatischer Archäologe                                                              | 89    |       |
| 28. Oktober | Herbert Roghé                                 | deutscher Politiker (NSDAP) und Zahnarzt                                                            | 96    |       |
| 28. Oktober | Ioannis Travlos                               | griechischer Architekt und Bauforscher                                                              |       |       |
| 28. Oktober | Ángel Zubieta                                 | spanischer Fußballspieler                                                                           | 67    |       |
| 29. Oktober | William McPherson Allen                       | US-amerikanischer Geschäftsmann, Vorstandsvorsitzender von Boeing                                   | 85    |       |
| 29. Oktober | Carl Friedrich Funk                           | deutscher Dermatologe und Hochschullehrer                                                           | 88    |       |
| 29. Oktober | Edi Kleckers                                  | deutscher Kanute                                                                                    | 77    |       |
| 29. Oktober | Jewgeni Michailowitsch Lifschitz              | sowjetischer Physiker                                                                               | 70    |       |
| 29. Oktober | John Davis Lodge                              | US-amerikanischer Politiker, Gouverneur von Connecticut                                             | 82    |       |
| 29. Oktober | Lola Prusac                                   | französische Modedesignerin                                                                         | 90    |       |
| 29. Oktober | Erich Selbach                                 | deutscher Unternehmer                                                                               | 80    |       |
| 29. Oktober | Klaus Szameitat                               | deutscher Statistiker                                                                               | 71    |       |
| 30. Oktober | Edgar Bruun                                   | norwegischer Leichtathlet                                                                           | 80    |       |
| 30. Oktober | Kirby Grant                                   | US-amerikanischer Schauspieler                                                                      | 73    |       |
| 30. Oktober | Raul Hellberg                                 | finnischer Radrennfahrer                                                                            | 84    |       |
| 30. Oktober | Hans Kreßel                                   | deutscher evangelisch-lutherischer Pfarrer und Theologe                                             | 87    |       |
| 30. Oktober | Leopold Pischl                                | österreichischer Offizier und Skifunktionär                                                         | 94    |       |
| 31. Oktober | Anton Christoforidis                          | griechischer Boxer                                                                                  | 68    |       |
| 31. Oktober | Nikos Engonopoulos                            | griechischer Dichter und Maler                                                                      | 78    |       |
| 31. Oktober | Frank Handley                                 | britischer Mittelstreckenläufer und Sprinter                                                        | 75    |       |
| 31. Oktober | Ochrim Krawtschenko                           | ukrainischer Künstler                                                                               | 82    |       |
| 31. Oktober | Qanatê Kurdo                                  | kurdischer Autor, Sprachforscher                                                                    |       |       |
| 31. Oktober | Poul Reichhardt                               | dänischer Schauspieler                                                                              | 72    |       |
| 31. Oktober | Erich Sehlbach                                | deutscher Komponist                                                                                 | 86    |       |
| 31. Oktober | Heinrich Wismeyer                             | deutscher Orgelbauer                                                                                |       |       |
| Oktober     | Sandy Block                                   | US-amerikanischer Jazzmusiker (Bass)                                                                | 68    |       |
| Oktober     | Nelson Boyd                                   | US-amerikanischer Jazzbassist                                                                       | 57    |       |
| Oktober     | Sabine Hettner                                | französische Malerin                                                                                |       |       |
| Oktober     | Hans Trauttenberg                             | österreichischer Eishockeyspieler                                                                   | 76    |       |

## November
| Tag          | Name                                   | Beruf, bekannt als                                                                                              | Alter | Beleg |
| ------------ | -------------------------------------- | --- | ----- | ----- |
| 1. November  | Karl Borromäus Glock                   | deutscher Verleger, Schriftsteller und Schlossbesitzer                                                          | 80    |       |
| 1. November  | Yvonne Hagnauer                        | französische Lehrerin und Widerstandskämpferin, Gerechte unter den Völkern                                      | 87    |       |
| 1. November  | Peter Keller                           | deutscher Politiker (CDU), MdL                                                                                  | 79    |       |
| 1. November  | Arnold Pihlak                          | estnischer Fußballspieler                                                                                       | 83    |       |
| 1. November  | Phil Silvers                           | US-amerikanischer Schauspieler                                                                                  | 74    |       |
| 1. November  | Georg Stadtmüller                      | deutscher Historiker und Byzantinist                                                                            | 75    |       |
| 1. November  | Stanisław Adam Sygnet                  | polnischer Priester und Weihbischof in Sandomierz                                                               | 61    |       |
| 1. November  | Gabriel Ukec                           | kongolesischer Geistlicher                                                                                      |       |       |
| 2. November  | Carlo Battisti                         | österreichischer Maler und Graphiker                                                                            | 75    |       |
| 2. November  | Robert Biberti                         | deutscher Sänger, Bass der Comedian Harmonists                                                                  | 83    |       |
| 2. November  | Friedrich Hartmut Dost                 | deutscher Kinderarzt und Begründer der Pharmakokinetik                                                          | 75    |       |
| 2. November  | Paul Krings                            | deutscher Politiker (SPD), MdL                                                                                  | 68    |       |
| 2. November  | Wolodymyr Kubijowytsch                 | ukrainischer Historiker, Ethnograph, Geograph und Lexikograph                                                   | 85    |       |
| 2. November  | Franz Weiß                             | katholischer Pfarrer und Widerstandskämpfer gegen das NS-Regime                                                 | 93    |       |
| 3. November  | John Eldridge                          | britischer Generalleutnant                                                                                      | 87    |       |
| 3. November  | Robert W. Grow                         | US-amerikanischer Generalmajor der US-Army                                                                      | 90    |       |
| 3. November  | Lucien Michard                         | französischer Radrennfahrer                                                                                     | 81    |       |
| 4. November  | Peter Berneis                          | deutscher Schauspieler und Drehbuchautor                                                                        | 75    |       |
| 4. November  | Cus D’Amato                            | US-amerikanischer Boxtrainer                                                                                    | 77    |       |
| 4. November  | Rudolf Fernau                          | deutscher Bühnen- und Filmschauspieler                                                                          | 87    |       |
| 4. November  | Ferdinand Kramer                       | deutscher Architekt                                                                                             | 87    |       |
| 4. November  | Felix Kreusch                          | deutscher Architekt und Aachener Dombaumeister                                                                  | 81    |       |
| 4. November  | George Sprague Myers                   | amerikanischer Ichthyologe                                                                                      | 80    |       |
| 4. November  | Paul Rintelen                          | deutscher Agrarökonom                                                                                           | 81    |       |
| 4. November  | Gale H. Stalker                        | US-amerikanischer Politiker                                                                                     | 95    |       |
| 4. November  | Siegfried Thomas                       | deutscher Historiker                                                                                            | 55    |       |
| 4. November  | Walter Tjaden                          | deutscher Tontechniker und Produktionsleiter beim österreichischen und deutschen Film                           | 79    |       |
| 5. November  | Lana Hutton Bowen-Judd                 | britische Kriminal-Schriftstellerin                                                                             | 63    |       |
| 5. November  | Jean Théodore Delacour                 | US-amerikanischer Ornithologe                                                                                   | 95    |       |
| 5. November  | Karol Duchoň                           | slowakischer Sänger                                                                                             | 35    |       |
| 5. November  | Spencer W. Kimball                     | 12. Präsident der Kirche Jesu Christi der Heiligen der Letzten Tage                                             | 90    |       |
| 5. November  | Gerhard Lasson                         | deutscher Politiker (SPD)                                                                                       | 79    |       |
| 5. November  | Alexander Lloyd, 2. Baron Lloyd        | britischer Peer, Bankier und Politiker                                                                          | 73    |       |
| 5. November  | Reinhard Priessnitz                    | österreichischer Journalist                                                                                     | 40    |       |
| 5. November  | Richard Williams                       | US-amerikanischer Jazztrompeter                                                                                 | 54    |       |
| 6. November  | Carl Bimboes                           | deutscher Architekt und Baubeamter, zuletzt Hochbaudezernent der Deutschen Bundesbahn                           | 81    |       |
| 6. November  | Friedrich Hub                          | deutscher Heimatforscher, Ehrenbürger von Sinsheim                                                              | 95    |       |
| 6. November  | Hans Keller                            | österreichischer Musiker und Musikwissenschaftler                                                               | 66    |       |
| 6. November  | Sanjeev Kumar                          | indischer Filmschauspieler                                                                                      | 47    |       |
| 6. November  | Werner Schmidt-Boelcke                 | deutscher Komponist und Kapellmeister                                                                           | 82    |       |
| 6. November  | Franz Sichler                          | deutscher Politiker (SPD)                                                                                       | 76    |       |
| 6. November  | Paul Weber                             | deutscher Obstbauer, Politiker, Prähistoriker und Kunstsammler                                                  | 92    |       |
| 7. November  | Carl Jacobsen                          | deutscher Beamter und schleswig-holsteinischer Landrat                                                          | 75    |       |
| 7. November  | Karl Jahn                              | österreichisch-niederländischer Orientalist, Islamwissenschaftler, Iranist und Turkologe                        | 79    |       |
| 7. November  | Lothar Kühne                           | deutscher Philosoph                                                                                             | 54    |       |
| 7. November  | Sid Robin                              | US-amerikanischer Textdichter und Komponist                                                                     | 73    |       |
| 7. November  | Josef Rufer                            | deutscher Musikwissenschaftler, -lehrer, -herausgeber und Publizist                                             | 91    |       |
| 7. November  | Alexander Thom                         | schottischer Ingenieurswissenschaftler und Hobbyarchäologe                                                      | 91    |       |
| 7. November  | Friedrich Traugott Wahlen              | Schweizer Landwirtschaftler, Professor für Landwirtschaft an der ETH Zürich und Politiker (SVP)                 | 86    |       |
| 8. November  | Günter Busarello                       | österreichischer Ringer                                                                                         | 25    |       |
| 8. November  | Nicolas Frantz                         | luxemburgischer Radrennfahrer                                                                                   | 86    |       |
| 8. November  | Masten Gregory                         | US-amerikanischer Formel-1-Rennfahrer                                                                           | 53    |       |
| 8. November  | Jacques Hnizdovsky                     | US-amerikanischer Grafiker und Designer polnisch-ukrainischer Abstammung                                        | 70    |       |
| 8. November  | Horst Mahnke                           | deutscher Journalist                                                                                            | 72    |       |
| 8. November  | André Thomkins                         | Schweizer Maler, Zeichner und Dichter                                                                           | 55    |       |
| 9. November  | Ludger Alscher                         | deutscher Klassischer Archäologe                                                                                | 69    |       |
| 9. November  | Lewis Luxton                           | australischer Sportfunktionär                                                                                   | 75    |       |
| 9. November  | Renato Mocellini                       | italienischer Bobfahrer                                                                                         | 56    |       |
| 9. November  | Marie-Georges Pascal                   | französische Schauspielerin                                                                                     | 39    |       |
| 9. November  | Helen Rose                             | US-amerikanische Kostümbildnerin und Modedesignerin                                                             | 81    |       |
| 9. November  | Fritz Steiniger                        | deutscher Erbbiologe, Sozialanthropologe, Ornithologe und Hochschullehrer                                       | 77    |       |
| 9. November  | Fritz Zerritsch der Jüngere            | österreichischer Maler                                                                                          | 97    |       |
| 10. November | Giwi Dschawachischwili                 | georgischer Politiker                                                                                           | 72    |       |
| 10. November | Karl Engel                             | österreichischer Maler                                                                                          | 96    |       |
| 10. November | Pelle Lindbergh                        | schwedischer Eishockeytorhüter                                                                                  | 26    |       |
| 10. November | John Moher                             | irischer Politiker (Fianna Fáil)                                                                                | 76    |       |
| 10. November | James Moroka                           | südafrikanischer Arzt, Politiker und Präsident des ANC                                                          | 94    |       |
| 10. November | Olav Sunde                             | norwegischer Leichtathlet                                                                                       | 82    |       |
| 11. November | Leopoldo Fernández                     | kubanischer Komiker                                                                                             | 80    |       |
| 11. November | Felix Gasbarra                         | deutsch-italienischer Autor und Übersetzer                                                                      | 89    |       |
| 11. November | James Hanley                           | britischer Schriftsteller                                                                                       | 88    |       |
| 11. November | Günther Hellwig                        | deutscher Geigenbauer, Restaurator und Autor                                                                    | 81    |       |
| 11. November | Henri Médus                            | französischer Opernsänger (Bass)                                                                                | 81    |       |
| 11. November | Gerolamo Quaglia                       | italienischer Ringer                                                                                            | 83    |       |
| 11. November | Arthur Rothstein                       | US-amerikanischer Fotograf                                                                                      | 70    |       |
| 11. November | Leni Schmidt                           | deutsche Sprinterin                                                                                             | 78    |       |
| 12. November | Owen Churchill                         | US-amerikanischer Segler                                                                                        | 89    |       |
| 12. November | Willy Dehnkamp                         | deutscher Politiker (SPD), MdBB                                                                                 | 82    |       |
| 12. November | Wassili Fjodorowitsch Garbusow         | sowjetischer Finanzminister                                                                                     | 74    |       |
| 12. November | Ildebrando Gregori                     | italienischer Ordenspriester, Ehrwürdiger Diener Gottes                                                         | 91    |       |
| 12. November | Hans Hörmann                           | deutscher Bauforscher und Denkmalpfleger                                                                        | 91    |       |
| 12. November | Hans-Gert Niederstein                  | deutscher Jiu-Jitsu-Lehrer und Präsident Korporation Internationaler Danträger e.V. und Deutscher Jiu Jitsu ... | 57    |       |
| 12. November | Stanislaw Trabalski                    | sozialistischer Politiker                                                                                       | 89    |       |
| 12. November | Dicky Wells                            | US-amerikanischer Jazz-Posaunist                                                                                | 78    |       |
| 13. November | Elmar Beierstettel                     | deutscher Degenfechter                                                                                          | 37    |       |
| 13. November | Josef Maier                            | deutscher Politiker (CDU), MdB                                                                                  | 84    |       |
| 13. November | Ernst Meyer-Camberg                    | deutscher Mediziner und Studentenhistoriker                                                                     | 81    |       |
| 13. November | William Pereira                        | US-amerikanischer Architekt                                                                                     | 76    |       |
| 13. November | Alexander Iwanowitsch Pokryschkin      | sowjetischer Pilot                                                                                              | 72    |       |
| 13. November | Gerhard Sevenster                      | niederländischer Theologe und Kirchenhistoriker                                                                 | 89    |       |
| 14. November | Dmitri Konstantinowitsch Beljajew      | russischer Genetiker                                                                                            | 68    |       |
| 14. November | Ernesto De la Cruz                     | argentinischer Bandoneonist, Bandleader und Tangokomponist                                                      | 87    |       |
| 14. November | Julito Deschamps                       | dominikanischer Sänger, Pianist und Gitarrist                                                                   |       |       |
| 14. November | Hans-Christian Freiesleben             | deutscher Geophysiker, Nautiker und Astronom                                                                    | 82    |       |
| 14. November | Ignacio García Téllez                  | mexikanischer Politiker und Rektor der UNAM                                                                     | 88    |       |
| 14. November | Bruno Gluchowski                       | deutscher Schriftsteller                                                                                        | 85    |       |
| 14. November | Grace Gregory                          | US-amerikanische Szenenbildnerin                                                                                |       |       |
| 14. November | Robert Beverly Hale                    | US-amerikanischer Künstler, Kurator und Kunstdozent                                                             | 84    |       |
| 14. November | Wellington Koo                         | chinesischer Diplomat                                                                                           | 98    |       |
| 14. November | Emir Rodríguez Monegal                 | uruguayischer Schriftsteller, Romanist, Lusitanist und Hispanist                                                | 64    |       |
| 14. November | Armistead Inge Selden junior           | US-amerikanischer Politiker                                                                                     | 64    |       |
| 14. November | Paul Würfler                           | deutscher Mediziner und Sanitätsoffizier                                                                        | 90    |       |
| 14. November | Leo Zuckermann                         | deutscher Jurist und Politiker (SPD, KPD, SED)                                                                  | 77    |       |
| 15. November | Peter Krisam                           | deutscher Maler und Kunstlehrer                                                                                 | 84    |       |
| 15. November | Meret Oppenheim                        | deutsch-schweizerische surrealistische Künstlerin und Lyrikerin                                                 | 72    |       |
| 15. November | François Xavier Rajaonarivo            | madagassischer römisch-katholischer Geistlicher, Bischof von Miarinarivo                                        | 70    |       |
| 15. November | Carlos Spadaro                         | argentinischer Fußballspieler                                                                                   | 83    |       |
| 15. November | David Strub                            | liechtensteinischer Politiker (FBP)                                                                             | 88    |       |
| 16. November | Ercília Costa                          | portugiesische Fado-Sängerin                                                                                    | 83    |       |
| 16. November | Walter Jupé                            | deutscher Schauspieler, Drehbuchautor und Dramaturg                                                             | 69    |       |
| 16. November | Viktor Korošec                         | jugoslawischer Rechtshistoriker                                                                                 | 85    |       |
| 16. November | Omayra Sánchez                         | kolumbianisches Mädchen und Opfer eines Vulkanausbruchs                                                         | 13    |       |
| 16. November | Wolfgang Schetelich                    | deutscher Organist                                                                                              | 66    |       |
| 16. November | Hans Schnitzler                        | deutscher Politiker (DBD)                                                                                       | 77    |       |
| 16. November | John Sparkman                          | amerikanischer Politiker                                                                                        | 85    |       |
| 17. November | Lon Nol                                | kambodschanischer Politiker, Präsident von Kambodscha                                                           | 72    |       |
| 17. November | Stanley D. Wilson                      | US-amerikanischer Geotechniker                                                                                  | 73    |       |
| 18. November | Ise Masayoshi                          | japanischer Maler                                                                                               | 78    |       |
| 18. November | Otto Kreibaum                          | deutscher Unternehmer                                                                                           | 83    |       |
| 18. November | Osvaldo Lamborghini                    | argentinischer Schriftsteller und Dichter                                                                       | 45    |       |
| 18. November | Yrjö Nikkanen                          | finnischer Leichtathlet                                                                                         | 70    |       |
| 18. November | Tino Reboli                            | US-amerikanischer Radrennfahrer                                                                                 | 71    |       |
| 19. November | Juan Arvizu                            | mexikanischer Sänger                                                                                            | 85    |       |
| 19. November | Robert Breiter                         | Schweizer Eishockeyspieler                                                                                      | 76    |       |
| 19. November | Uwe Dallmeier                          | deutscher Bühnen- und Filmschauspieler                                                                          | 61    |       |
| 19. November | Stepin Fetchit                         | US-amerikanischer Komiker, Schauspieler und Sänger                                                              | 83    |       |
| 19. November | Michalis Kaltezas                      | griechischer Jugendlicher                                                                                       | 15    |       |
| 19. November | George H. Mahon                        | US-amerikanischer Politiker                                                                                     | 85    |       |
| 19. November | Paul Vaske                             | deutscher Elektroingenieur                                                                                      | 61    |       |
| 20. November | Ellen Carstensen Reenberg              | dänische Schauspielerin                                                                                         | 86    |       |
| 20. November | Victor Henry                           | britischer Schauspieler                                                                                         | 42    |       |
| 20. November | Werner Kammann                         | deutscher Politiker (SPD), MdL                                                                                  | 66    |       |
| 20. November | Arkadie Kouguell                       | US-amerikanischer Pianist, Komponist und Musikpädagoge jüdisch-russischer Herkunft                              | 86    |       |
| 20. November | Gertrud Meißner                        | deutsche Medizinerin                                                                                            | 90    |       |
| 20. November | Harry Pollard                          | US-amerikanischer Mathematiker                                                                                  | 66    |       |
| 20. November | Jerzy Ziętek                           | schlesisch-polnischer Politiker und General, Mitglied des Sejm                                                  | 84    |       |
| 21. November | Paul Buntrock                          | deutscher General                                                                                               | 70    |       |
| 21. November | René Dedieu                            | französischer Fußballspieler und -trainer                                                                       | 86    |       |
| 21. November | Kristian Kreković                      | jugoslawisch-peruanischer Maler                                                                                 | 84    |       |
| 21. November | Johannes Winckelmann                   | deutscher Jurist und Vorstandsmitglied der Hessischen Landeszentralbank                                         | 85    |       |
| 22. November | Karina Kutz                            | deutsche Opernsängerin im Stimmfach Sopran                                                                      | 75    |       |
| 22. November | Dora Lösche                            | deutsche Politikerin (SPD), MdA                                                                                 | 79    |       |
| 22. November | Epifanio Méndez Fleitas                | paraguayischer Politiker, Musiker und Schriftsteller                                                            |       |       |
| 22. November | Oskar Reisinger                        | österreichischer Komponist, Arrangeur und Hörfunkredakteur                                                      | 77    |       |
| 22. November | Walter Sommer                          | deutscher Germanen- und Runenforscher und Lebensreformer                                                        | 98    |       |
| 22. November | Helmut Werner                          | deutscher Mathematiker                                                                                          | 54    |       |
| 23. November | Manfred Björkquist                     | schwedischer Bischof und Führer der schwedischen Erweckungs~ und Erneuerungsbewegung ungkyrkorörelsen           | 101   |       |
| 23. November | Albert Fuchs                           | österreichischer Arzt und Kunstförderer                                                                         | 66    |       |
| 23. November | Franz Hafner                           | österreichischer Forstingenieur und Hochschullehrer                                                             | 82    |       |
| 23. November | Heinz Heydecke                         | deutscher Schriftsteller                                                                                        | 53    |       |
| 23. November | Carlos Alberto Hogan y Costa           | argentinischer Diplomat und Politiker                                                                           | 72    |       |
| 23. November | Walter Jenkins                         | US-amerikanischer Assistent vom Präsidenten Johnson                                                             | 67    |       |
| 23. November | Leonhard Kass                          | estnischer Fußballnationalspieler                                                                               | 74    |       |
| 23. November | Heinz Lorenz                           | deutscher Pressesekretär im Führerhauptquartier                                                                 | 72    |       |
| 23. November | María Sabina                           | mexikanische Schamanin                                                                                          |       |       |
| 24. November | René Barjavel                          | französischer Science-Fiction-Schriftsteller                                                                    | 74    |       |
| 24. November | Walter Boll                            | deutscher Kunsthistoriker                                                                                       | 85    |       |
| 24. November | Werner Fuchs                           | österreichischer Geologe                                                                                        | 47    |       |
| 24. November | James Joseph Nickson                   | US-amerikanischer Radiologe                                                                                     |       |       |
| 24. November | Maurice Podoloff                       | US-amerikanischer Jurist und Sportmanager                                                                       | 95    |       |
| 24. November | George Raynor                          | englischer Fußballspieler und -trainer                                                                          | 78    |       |
| 24. November | Kornel Schimpl                         | tschechischer Dirigent, Musikpädagoge und Komponist                                                             | 77    |       |
| 24. November | Big Joe Turner                         | US-amerikanischer Blues- und Rock-’n’-Roll-Sänger                                                               | 74    |       |
| 25. November | Walther Dahl                           | deutscher Luftwaffenoffizier und Inspekteur der Tagjäger                                                        | 69    |       |
| 25. November | Frances Davidson, Viscountess Davidson | britische Politikerin, Mitglied des House of Commons                                                            | 91    |       |
| 25. November | Rebii Erkal                            | türkischer Fußballspieler und -trainer                                                                          | 74    |       |
| 25. November | Franz Hildebrandt                      | lutherischer, später methodistischer Pastor und Theologe                                                        | 76    |       |
| 25. November | Elsa Morante                           | italienische Schriftstellerin                                                                                   | 73    |       |
| 25. November | Dick Price                             | US-amerikanischer Psychologe, Co-Gründer des Esalen-Instituts                                                   | 55    |       |
| 25. November | José del Pilar Quezada Valdéz          | mexikanischer Geistlicher, Bischof von Acapulco                                                                 | 85    |       |
| 25. November | Alfred de Rauch                        | französischer Eishockeyspieler                                                                                  | 98    |       |
| 25. November | Gustav Stählin                         | deutscher lutherischer Theologe und Hochschullehrer                                                             | 85    |       |
| 26. November | Sergei Apollinarijewitsch Gerassimow   | sowjetischer Filmregisseur, Drehbuchautor und Schauspieler                                                      | 79    |       |
| 26. November | Vivien Thomas                          | afroamerikanischer operationstechnischer Assistent und angelernter Chirurg                                      | 75    |       |
| 26. November | José Antonio Zorrilla                  | mexikanischer Komponist, Schriftsteller, Drehbuchautor und Regisseur                                            | 70    |       |
| 27. November | Ross David Burke                       | australischer Autor                                                                                             | 32    |       |
| 27. November | André Hunebelle                        | französischer Filmregisseur                                                                                     | 89    |       |
| 27. November | Herbert K. Schulz                      | deutscher Puppentrickfilmer                                                                                     | 59    |       |
| 27. November | Erwin Sylvanus                         | deutscher Schriftsteller                                                                                        | 68    |       |
| 28. November | Karl Abt                               | deutscher Maler                                                                                                 | 85    |       |
| 28. November | Fernand Braudel                        | französischer Historiker                                                                                        | 83    |       |
| 28. November | Klara Fehrlin                          | Schweizer Malerin, Bildhauerin, Bildende Künstlerin und Kunstgewerblerin                                        | 90    |       |
| 28. November | Hermann Harm                           | deutscher Polizist, Generalmajor der Polizei sowie SS- und Polizeiführer                                        | 91    |       |
| 28. November | Franz Kosch                            | österreichischer Priester, Musikpädagoge, Musikwissenschaftler und Komponist                                    | 91    |       |
| 28. November | John McNally                           | US-amerikanischer American-Football-Trainer und -Spieler                                                        | 82    |       |
| 28. November | Josef Smistik                          | österreichischer Fußballspieler                                                                                 | 80    |       |
| 28. November | Kurt Stapelfeldt                       | deutscher Rundfunkpionier und Journalist                                                                        | 87    |       |
| 29. November | Hanna Ahrens                           | deutsche Malerin                                                                                                | 82    |       |
| 29. November | Ömer Altay Egesel                      | türkischer Jurist, Chefankläger in den Yassıada-Prozessen                                                       |       |       |
| 29. November | Gaston Féry                            | französischer Sprinter                                                                                          | 85    |       |
| 29. November | Linus Hamann                           | deutscher Politiker (KPD/SED), Kulturfunktionär                                                                 | 82    |       |
| 29. November | Claës Christian Olrog                  | schwedisch-argentinischer Ornithologe und Zoologe                                                               | 73    |       |
| 29. November | Hanns Anselm Perten                    | deutscher Schauspieler, Regisseur und Theaterintendant                                                          | 68    |       |
| 29. November | Uri Yadin                              | israelischer Jurist                                                                                             | 77    |       |
| 30. November | Heinz Luckenbach                       | deutscher Künstler                                                                                              | 72    |       |
| 30. November | Heinrich Mutzenbecher                  | deutscher Filmproduzent und Medienfunktionär                                                                    | 97    |       |
| 30. November | Gunnar Rydberg                         | schwedischer Fußballspieler                                                                                     | 85    |       |
| November     | Jakob Nielsen                          | grönländischer Landesrat                                                                                        | 75    |       |
| November     | Norberto Yácono                        | argentinischer Fußballspieler                                                                                   | 66    |       |

## Dezember
| Tag          | Name                                        | Beruf, bekannt als                                                                                              | Alter | Beleg |
| ------------ | ------------------------------------------- | --- | ----- | ----- |
| 1. Dezember  | Kenshiro Abe                                | japanischer Jūdō-Lehrer des Butokukai                                                                           | 68    |       |
| 1. Dezember  | Hector Chotteau                             | belgischer Eishockeyspieler                                                                                     | 87    |       |
| 1. Dezember  | Irving Jacoby                               | US-amerikanischer Filmproduzent, Autor und Regisseur                                                            | 76    |       |
| 1. Dezember  | Josef Kolbinger                             | österreichischer Wirtschaftswissenschaftler                                                                     | 61    |       |
| 2. Dezember  | Aniello Dellacroce                          | italienisch-US-amerikanischer Verbrecher                                                                        | 71    |       |
| 2. Dezember  | Heinz Hoffmann                              | deutscher Politiker (SED), MdV, Verteidigungsminister der DDR                                                   | 75    |       |
| 2. Dezember  | Philip Larkin                               | englischer Dichter, Autor und Jazzkritiker                                                                      | 63    |       |
| 2. Dezember  | Josef Than                                  | österreichischer Drehbuchautor und Filmproduzent                                                                | 82    |       |
| 3. Dezember  | Kagami Kōzō                                 | japanischer Kunsthandwerker                                                                                     | 89    |       |
| 3. Dezember  | Park Chong-kyu                              | südkoreanischer Sportfunktionär                                                                                 |       |       |
| 3. Dezember  | Frederick Gustav Reuss                      | US-amerikanischer Ökonom                                                                                        | 81    |       |
| 3. Dezember  | Peter M. Schon                              | deutscher Romanist                                                                                              | 73    |       |
| 4. Dezember  | Frederick H. Boland                         | irischer Diplomat und Politiker                                                                                 | 81    |       |
| 4. Dezember  | Henry Freulich                              | US-amerikanischer Kameramann                                                                                    | 79    |       |
| 4. Dezember  | Julia Gauss                                 | Schweizer Pädagogin und Historikerin                                                                            | 84    |       |
| 4. Dezember  | Elisabeth Gloy                              | deutsche Feldhockeyspielerin                                                                                    | 70    |       |
| 4. Dezember  | Norbert Henning                             | deutscher Internist                                                                                             | 89    |       |
| 4. Dezember  | Franz Krautgasser                           | österreichischer Maler                                                                                          | 65    |       |
| 4. Dezember  | Heinrich Kreß                               | deutscher Politiker (CDU), MdL (Hessen)                                                                         | 83    |       |
| 4. Dezember  | Roger Leenhardt                             | französischer Regisseur und Drehbuchautor                                                                       | 82    |       |
| 4. Dezember  | Franz Karl Lukas                            | österreichischer Maler und Bildhauer                                                                            | 78    |       |
| 4. Dezember  | Alexander Mette                             | deutscher Medizinhistoriker und Politiker (SED)                                                                 | 88    |       |
| 5. Dezember  | Dieter Ackermann                            | deutscher Theologe                                                                                              | 53    |       |
| 5. Dezember  | Oreste Capuzzo                              | italienischer Kunstturner                                                                                       | 76    |       |
| 5. Dezember  | Jay W. MacKelvie                            | US-amerikanischer Offizier, Brigadegeneral der US-Army                                                          | 95    |       |
| 5. Dezember  | Adolf Schmidt                               | deutscher Jurist und Offizier                                                                                   | 87    |       |
| 5. Dezember  | Maria Stadler                               | deutsche Volksschauspielerin                                                                                    | 80    |       |
| 6. Dezember  | Heribert Aichinger                          | österreichischer Schauspieler                                                                                   | 82    |       |
| 6. Dezember  | Carroll Cole                                | US-amerikanischer Serienmörder                                                                                  | 47    |       |
| 6. Dezember  | Walter Brown Gibson                         | US-amerikanischer Journalist, Schriftsteller und Zauberkünstler                                                 | 88    |       |
| 6. Dezember  | Burleigh Grimes                             | US-amerikanischer Baseballspieler                                                                               | 92    |       |
| 6. Dezember  | Helmut Landsberg                            | US-amerikanischer Klimatologe und Meteorologe deutscher Abstammung                                              | 79    |       |
| 6. Dezember  | Peppy Prince                                | US-amerikanischer R&B-Musiker                                                                                   | 76    |       |
| 6. Dezember  | Denis de Rougemont                          | Schweizer Philosoph                                                                                             | 79    |       |
| 6. Dezember  | Hans Sachse                                 | deutscher Arzt und Goethe-Forscher                                                                              | 79    |       |
| 6. Dezember  | Alexander Sawczynski                        | österreichischer Filmarchitekt                                                                                  | 61    |       |
| 6. Dezember  | Harro Siegel                                | deutscher Puppenspieler                                                                                         | 85    |       |
| 6. Dezember  | Günter Steffens                             | deutscher Schriftsteller                                                                                        | 63    |       |
| 6. Dezember  | John Vassos                                 | US-amerikanischer Industriedesigner, Grafiker und Buchillustrator                                               | 87    |       |
| 6. Dezember  | Edmund Wunderlich                           | Schweizer Kunstmaler und Alpinist                                                                               | 83    |       |
| 7. Dezember  | Gabrielle Buffet-Picabia                    | französische Musikerin, Kunstkritikerin und Schriftstellerin                                                    | 104   |       |
| 7. Dezember  | Malcolm Dixon                               | britischer Biochemiker                                                                                          | 86    |       |
| 7. Dezember  | Carroll Thomas Dozier                       | US-amerikanischer Geistlicher, Bischof von Memphis                                                              | 74    |       |
| 7. Dezember  | Robert Graves                               | britischer Schriftsteller und Dichter                                                                           | 90    |       |
| 7. Dezember  | Schlomo Rosen                               | israelischer Politiker, Minister und Knesset-Abgeordneter                                                       | 80    |       |
| 7. Dezember  | Potter Stewart                              | US-amerikanischer Jurist, Richter am Obersten Gerichtshof                                                       | 70    |       |
| 8. Dezember  | Lew Moissejewitsch Abeliowitsch             | russischer Komponist und Pianist                                                                                | 73    |       |
| 8. Dezember  | Lawrence Abbott                             | US-amerikanischer Pianist, Musikschriftsteller und Professor für Wirtschaft                                     | 83    |       |
| 8. Dezember  | Cornel Bodea                                | rumänischer Chemiker                                                                                            | 82    |       |
| 8. Dezember  | Ermenegildo Florit                          | italienischer Geistlicher und Erzbischof von Florenz                                                            | 84    |       |
| 8. Dezember  | Bradley Page                                | US-amerikanischer Schauspieler                                                                                  | 84    |       |
| 9. Dezember  | Reginald Bedford                            | kanadischer Pianist und Musikpädagoge                                                                           | 75    |       |
| 9. Dezember  | Anton Dunckern                              | deutscher Jurist, Polizei- und SS-Offizier in Metz                                                              | 80    |       |
| 9. Dezember  | Calvin Jackson                              | US-amerikanischer Jazz- und Studiomusiker                                                                       | 66    |       |
| 9. Dezember  | François Morren                             | belgischer Sprinter und Mittelstreckenläufer                                                                    | 86    |       |
| 9. Dezember  | Charlie Munro                               | neuseeländischer Jazzmusiker                                                                                    | 68    |       |
| 9. Dezember  | Pierre Nord                                 | französischer Widerstandskämpfer und Schriftsteller                                                             | 85    |       |
| 9. Dezember  | Reinhard Schwarz-Schilling                  | deutscher Komponist                                                                                             | 81    |       |
| 9. Dezember  | Cees See                                    | niederländischer Jazzschlagzeuger                                                                               | 51    |       |
| 9. Dezember  | Wilhelm Unger                               | deutscher Autor                                                                                                 | 81    |       |
| 9. Dezember  | Victor Vicas                                | russisch-französischer Regisseur, Drehbuchautor, Produzent, Kameramann und Darsteller                           | 67    |       |
| 10. Dezember | Albert Bruckner                             | Schweizer Historiker                                                                                            | 81    |       |
| 10. Dezember | Leslie Bonnet                               | britischer Autor                                                                                                | 83    |       |
| 10. Dezember | Luis Korda                                  | kubanischer Fotograf                                                                                            | 73    |       |
| 11. Dezember | Giovanni Battista Bonino                    | italienischer Chemiker                                                                                          | 86    |       |
| 11. Dezember | Erich Kleiber                               | deutsch-österreichischer Schauspieler, Kabarettist, Theaterregisseur und Synchronsprecher                       | 56    |       |
| 11. Dezember | Otto Sassenroth                             | deutscher Politiker                                                                                             | 61    |       |
| 11. Dezember | Henry C. Schadeberg                         | US-amerikanischer Politiker                                                                                     | 72    |       |
| 11. Dezember | Kurt Scherrer                               | deutscher Unternehmer                                                                                           | 81    |       |
| 11. Dezember | Kurt Verch                                  | deutscher Plastiker und Grafiker                                                                                | 92    |       |
| 12. Dezember | Anne Baxter                                 | US-amerikanische Schauspielerin                                                                                 | 62    |       |
| 12. Dezember | Erich Döhring                               | deutscher Rechtswissenschaftler, Richter und Hochschullehrer                                                    | 81    |       |
| 12. Dezember | Rudolf Gebhardt                             | deutscher Graphiker und Maler                                                                                   | 91    |       |
| 12. Dezember | Josef Hornauer                              | deutscher Fußballspieler                                                                                        | 77    |       |
| 12. Dezember | Phil Karlson                                | US-amerikanischer Regisseur                                                                                     | 77    |       |
| 12. Dezember | Ian Stewart                                 | britischer Pianist                                                                                              | 47    |       |
| 12. Dezember | Anton M. Zahorsky                           | österreichischer Journalist                                                                                     | 85    |       |
| 13. Dezember | Franz Barwig der Jüngere                    | österreichischer Bildhauer                                                                                      | 82    |       |
| 13. Dezember | Karl Dietzel                                | deutscher Politiker (SED)                                                                                       | 57    |       |
| 14. Dezember | Reinhold Ansorg                             | deutscher Bildhauer                                                                                             | 95    |       |
| 14. Dezember | Catherine Doherty                           | russische Schriftstellerin und Vortragsreisende                                                                 | 89    |       |
| 14. Dezember | Roger Maris                                 | US-amerikanischer Baseballspieler                                                                               | 51    |       |
| 14. Dezember | Oskar Neisinger                             | deutscher katholischer Theologe und Gymnasiallehrer                                                             | 66    |       |
| 14. Dezember | Hans Ulrich Schlaepfer                      | Schweizer Politiker (FDP)                                                                                       | 92    |       |
| 14. Dezember | Heinrich Schneider                          | deutscher Schriftsteller                                                                                        | 80    |       |
| 14. Dezember | Hans Stiffler                               | Schweizer Politiker (SP)                                                                                        | 81    |       |
| 14. Dezember | Heinz Suhr                                  | deutscher Schauspieler                                                                                          | 81    |       |
| 14. Dezember | Bruce Weintraub                             | US-amerikanischer Szenenbildner                                                                                 | 33    |       |
| 14. Dezember | Ruth Wilkinson                              | neuseeländische Apothekerin, Lokalhistorikerin und Autorin                                                      | 84    |       |
| 15. Dezember | Ernest James William Barrington             | britischer Zoologe                                                                                              | 76    |       |
| 15. Dezember | Adalbert Millitz                            | rumänischer Funktionär der Rumänischen Kommunistischen Partei und Vertreter der rumäniendeutschen Minderheit... | 55    |       |
| 15. Dezember | István Oláh                                 | ungarischer kommunistischer Politiker und Armeegeneral                                                          | 58    |       |
| 15. Dezember | Alessandro Passerin d’Entrèves              | italienischer Rechtsphilosoph und Romanist                                                                      | 83    |       |
| 15. Dezember | Seewoosagur Ramgoolam                       | erster Premierminister von Mauritius                                                                            | 85    |       |
| 15. Dezember | Carlos P. Rómulo                            | philippinischer Politiker                                                                                       | 86    |       |
| 15. Dezember | Peter Schmitt                               | deutscher Politiker (NSDAP), MdR                                                                                | 84    |       |
| 15. Dezember | Jean van den Bosch                          | belgischer Diplomat                                                                                             | 75    |       |
| 16. Dezember | Adriano Barbano                             | italienischer Filmregisseur und Dokumentarfilmer                                                                | 62    |       |
| 16. Dezember | Thomas Bilotti                              | US-amerikanischer Mobster                                                                                       | 45    |       |
| 16. Dezember | Paul Castellano                             | US-amerikanischer Krimineller und Mafioso                                                                       | 70    |       |
| 16. Dezember | Ferdy Kisters                               | deutscher Leichtathlet und Trainer                                                                              | 79    |       |
| 16. Dezember | Ival Arthur Merchant                        | US-amerikanischer Veterinär-Pathologe und Bakteriologe                                                          | 87    |       |
| 16. Dezember | Ernst Zinsser                               | deutscher Architekt und Hochschullehrer                                                                         | 81    |       |
| 17. Dezember | Otto Gotsche                                | deutscher Politiker (SED), MdV und Schriftsteller                                                               | 81    |       |
| 17. Dezember | Roelof de Jong-Posthumus                    | deutscher Schriftsteller                                                                                        | 71    |       |
| 17. Dezember | Maria von der Osten-Sacken                  | deutsche Schriftstellerin, Drehbuchautorin und Filmproduzentin                                                  | 84    |       |
| 17. Dezember | Otto Erich Strasser                         | Schweizer evangelischer Geistlicher und Hochschullehrer                                                         | 97    |       |
| 18. Dezember | Paul Baender                                | deutscher Politiker (SED), Staatssekretär in der DDR                                                            | 79    |       |
| 18. Dezember | Theresa Goell                               | US-amerikanische Archäologin                                                                                    | 84    |       |
| 18. Dezember | Berthold Günther                            | deutscher Zoodirektor und Politiker (SPD), MdL                                                                  | 55    |       |
| 18. Dezember | Josef Klapuch                               | tschechoslowakischer Ringer und Schauspieler                                                                    | 79    |       |
| 18. Dezember | Joseph Lowagie                              | belgischer Radrennfahrer                                                                                        | 82    |       |
| 18. Dezember | Leonhard Mahlein                            | deutscher Gewerkschafter, Vorsitzender der IG Druck und Papier (1968–1983)                                      | 64    |       |
| 18. Dezember | Paul Mahrer                                 | tschechoslowakischer Fußballnationalspieler                                                                     | 85    |       |
| 18. Dezember | Herbert Schulze                             | deutscher Musikpädagoge, Organist und Orgelbauer                                                                | 90    |       |
| 20. Dezember | Coral Buttsworth                            | australische Tennisspielerin                                                                                    | 85    |       |
| 20. Dezember | Tyge Dahlgaard                              | dänischer Diplomat und Politiker (Socialdemokraterne)                                                           | 64    |       |
| 20. Dezember | Hans Harksen                                | deutscher Ökonom und Heimatforscher                                                                             | 88    |       |
| 20. Dezember | Joseph Hasler                               | römisch-katholischer Bischof von St. Gallen                                                                     | 85    |       |
| 21. Dezember | Werner Bahlsen                              | deutscher Fabrikant, Mitbegründer des Wirtschaftsrates der CDU in Niedersachsen, Mäzen, Ehrensenator der TU ... | 81    |       |
| 21. Dezember | Fred Malige                                 | deutscher Violinist und Komponist                                                                               | 90    |       |
| 21. Dezember | Georg Trump                                 | deutscher Kalligraf, Typograf, Grafiker und Lehrer                                                              | 89    |       |
| 21. Dezember | Francis John Turner                         | neuseeländischer Geologe und Petrologe                                                                          | 81    |       |
| 22. Dezember | D. Boon                                     | US-amerikanischer Sänger, Songschreiber und Gitarrist, Mitbegründer der Punkrockband Minuteman                  | 27    |       |
| 22. Dezember | Alois Cipin                                 | österreichischer Politiker (ÖVP), Landtagsabgeordneter                                                          | 72    |       |
| 22. Dezember | Ignace Gelb                                 | polnisch-US-amerikanischer Altorientalist und Hochschullehrer                                                   | 78    |       |
| 22. Dezember | Lawrence Hauben                             | US-amerikanischer Drehbuchautor und Schauspieler                                                                | 54    |       |
| 22. Dezember | Jørgen C. F. Olsen                          | grönländischer Politiker                                                                                        | 69    |       |
| 22. Dezember | James Stamp                                 | US-amerikanischer Trompeter und Pädagoge                                                                        | ≈81   |       |
| 23. Dezember | Martin Beale                                | britischer Mathematiker                                                                                         | 57    |       |
| 23. Dezember | Alfred Theodor Brauer                       | deutsch-US-amerikanischer Mathematiker                                                                          | 91    |       |
| 23. Dezember | Gustav Jonak                                | deutscher SS-Obersturmbannführer, Referatsleiter im Reichssicherheitshauptamt                                   | 82    |       |
| 23. Dezember | Gina Kaus                                   | österreichische Schriftstellerin, Übersetzerin und Drehbuchautorin                                              | 92    |       |
| 23. Dezember | Wolf-Dieter Kohler                          | deutscher Kunst- und Glasmaler                                                                                  | 57    |       |
| 23. Dezember | Renée Pellet                                | Schweizer Politikerin                                                                                           | 80    |       |
| 23. Dezember | Prinz Bira                                  | thailändischer Prinz und Automobilrennfahrer                                                                    | 71    |       |
| 24. Dezember | Ferhat Abbas                                | algerischer Politiker                                                                                           | 86    |       |
| 24. Dezember | Ramazan Avcı                                | türkischer Mann, von Hamburger Skinheads getötet                                                                | 26    |       |
| 24. Dezember | Tommy Blake                                 | US-amerikanischer Rockabilly-Musiker                                                                            | 54    |       |
| 24. Dezember | Horst Budjuhn                               | deutscher Schriftsteller und Drehbuchautor                                                                      | 75    |       |
| 24. Dezember | Marita Gründgens                            | deutsche Schauspielerin, Chansonnière und Kabarettistin                                                         | 82    |       |
| 24. Dezember | Giulio Lamberti                             | italienischer Ruderer                                                                                           | 90    |       |
| 24. Dezember | Biagio Marin                                | italienischer Dichter                                                                                           | 94    |       |
| 24. Dezember | Alfred Pauletto                             | Schweizer Maler, Grafiker, Zeichner und Illustrator                                                             | 58    |       |
| 24. Dezember | Erich Schaedler                             | schottischer Fußballspieler                                                                                     | 36    |       |
| 25. Dezember | Friedrich Becker                            | deutscher Astronom                                                                                              | 85    |       |
| 25. Dezember | Willard Ray Custer                          | US-amerikanischer Erfinder und Luftfahrtvisionär                                                                | 86    |       |
| 25. Dezember | Franz Marx                                  | deutscher Politiker (SPD), MdL, MdB                                                                             | 82    |       |
| 25. Dezember | Jacques Monod                               | französischer Schauspieler                                                                                      | 67    |       |
| 25. Dezember | William P. Moss                             | US-amerikanischer Politiker                                                                                     | 88    |       |
| 25. Dezember | Armando Pontier                             | argentinischer Tangokomponist, Bandoneonist und Bandleader                                                      | 68    |       |
| 25. Dezember | Eddie Taylor                                | US-amerikanischer Blues-Gitarrist                                                                               | 62    |       |
| 25. Dezember | Patrick Teehan                              | irischer Politiker (Fianna Fáil)                                                                                | 81    |       |
| 26. Dezember | François Châtelet                           | französischer Philosoph                                                                                         | 60    |       |
| 26. Dezember | Kurt Kempf                                  | deutscher Politiker                                                                                             | 44    |       |
| 26. Dezember | Olha Pleschkan                              | ukrainische Malerin                                                                                             | 87    |       |
| 26. Dezember | Margarete Schön                             | deutsche Schauspielerin                                                                                         | 90    |       |
| 26. Dezember | Alessandro Tassoni Estense di Castelvecchio | italienischer Diplomat                                                                                          | 76    |       |
| 26. Dezember | Peter Winter                                | deutscher Journalist und Schriftsteller                                                                         | 87    |       |
| 27. Dezember | José Ruiz de Arana y Bauer                  | spanischer Diplomat                                                                                             | 92    |       |
| 27. Dezember | Artur Betz                                  | österreichischer Althistoriker                                                                                  | 80    |       |
| 27. Dezember | Karl Beurlen                                | deutscher Paläontologe                                                                                          | 84    |       |
| 27. Dezember | Albert Conrad                               | deutscher Fußballspieler                                                                                        | 75    |       |
| 27. Dezember | Werner Fleißner                             | deutscher Militär, Stellvertretender Minister für Nationale Verteidigung der DDR                                | 63    |       |
| 27. Dezember | Harry Hopman                                | australischer Tennisspieler                                                                                     | 79    |       |
| 27. Dezember | Leroy Jackson                               | US-amerikanischer Jazzmusiker                                                                                   |       |       |
| 27. Dezember | Hanns Koren                                 | österreichischer Volkskundler und Politiker (ÖVP), Landtagsabgeordneter, Abgeordneter zum Nationalrat           | 79    |       |
| 27. Dezember | Robert Lauth                                | deutscher Landschaftsmaler                                                                                      | 89    |       |
| 27. Dezember | Ewald Platte                                | deutscher Künstler und Maler des Expressionismus                                                                | 91    |       |
| 27. Dezember | Jean Rondeau                                | französischer Automobilrennfahrer und Konstrukteur von Sportwagen                                               | 39    |       |
| 27. Dezember | Wolfram Schwabhäuser                        | deutscher Mathematiker                                                                                          | 54    |       |
| 27. Dezember | Ole Wanscher                                | dänischer Architekt und Designer                                                                                | 82    |       |
| 27. Dezember | Harold Whitlock                             | britischer Geher und Olympiasieger                                                                              | 82    |       |
| 28. Dezember | Renato Castellani                           | italienischer Filmregisseur und Drehbuchautor                                                                   | 72    |       |
| 28. Dezember | Peter Martinus Dillen                       | niederländisch-deutscher Maler und Zeichner                                                                     | 95    |       |
| 28. Dezember | Josef Lense                                 | österreichischer Mathematiker                                                                                   | 95    |       |
| 28. Dezember | Benny Morton                                | US-amerikanischer Jazz-Posaunist                                                                                | 78    |       |
| 28. Dezember | Henry Winneke                               | australischer Jurist, Gouverneur von Victoria                                                                   | 77    |       |
| 29. Dezember | Erich Kräutler                              | österreichischer Geistlicher, katholischer Missionsbischof in Brasilien                                         | 79    |       |
| 29. Dezember | Otto Mächtlinger                            | deutscher Schauspieler                                                                                          | 64    |       |
| 29. Dezember | Herbert Schmidt                             | deutscher Jurist                                                                                                | 79    |       |
| 29. Dezember | Ernst Wall                                  | deutscher Prähistoriker                                                                                         | 82    |       |
| 30. Dezember | Otto Andres                                 | deutscher Winzer und Weinbau- und Landwirtschaftsfunktionär                                                     | 78    |       |
| 30. Dezember | Natalio Galán                               | kubanischer Musikwissenschaftler und Komponist                                                                  | 68    |       |
| 30. Dezember | Alfred Heurteaux                            | französischer Jagdflieger im Ersten Weltkrieg und Offizier                                                      | 92    |       |
| 30. Dezember | Georg Wagner                                | österreichischer Historiker und Publizist                                                                       | 69    |       |
| 31. Dezember | João de Araújo Correia                      | portugiesischer Schriftsteller                                                                                  | 86    |       |
| 31. Dezember | Georg Berg                                  | deutscher Kommunal- und Landespolitiker (CDU)                                                                   | 75    |       |
| 31. Dezember | Georges Haddad                              | libanesischer Erzbischof                                                                                        | 61    |       |
| 31. Dezember | Harry Kantor                                | US-amerikanischer Historiker und Politikwissenschaftler                                                         | 74    |       |
| 31. Dezember | Ricky Nelson                                | US-amerikanischer Musiker                                                                                       | 45    |       |
| 31. Dezember | Sam Spiegel                                 | US-amerikanischer Filmproduzent                                                                                 | 84    |       |
| 31. Dezember | Jocelyn Toynbee                             | britische Klassische Archäologin                                                                                | 88    |       |
| Dezember     | Josef Freienstein                           | deutscher Architekt und Politiker (CDU)                                                                         | 65    |       |
| Dezember     | Mary Mayo                                   | US-amerikanische Sängerin                                                                                       | 61    |       |
| Dezember     | Hanna Wördy                                 | österreichische Schauspielerin                                                                                  | 58    |       |